# Paul Hasule
Paul Hasule   (Kampala, 20 de novembre de 1959 - Mulago Hospital, 26 d'abril de 2004) fou un exfutbolista ugandès de la dècada de 1980.
Fou internacional amb la selecció de futbol d'Uganda. Pel que fa a clubs, destacà a SC Villa durant tota la seva carrera.
Trajectòria com a entrenador:
- 1994–1995 SC Villa
- 1995 State House
- 1995–1998 Simba SC
- 1998–2000 SC Villa
- 1999  Uganda
- 2000–2004 Police FC
- 2001–2003  Uganda